# 張彥卿
张彦卿（？—958年），五代十国南唐将领。
保大末年，担任楚州防禦使。周世宗南征，旬日連破海州、泰州及静海軍。唐元宗下令，命焚東都扬州官寺民居，强制百姓渡过长江。周世宗親攻楚州，自城以外都被攻下，征發州民疏通老鸛河，派遣齊雲戰艦數百艘自淮河入长江，张彦卿坚守不動。云梯臨城，鑿城爲窟，城墙倒塌，楚州城陷。张彦卿列陣城内，誓死奮擊，进行巷战。傍晚，轉战州廨，長短兵器都用尽，张彦卿用繩牀搏戰，和兵馬都監鄭昭業等千餘人都战死。周兵损失也很多。周世宗大怒，盡屠城中百姓，焚烧民居，然抓住张彦卿之子张光祐，没有杀他。唐元宗嘉赏张彦卿之忠，詔贈侍中。